# Christoph Kobleder
Christoph Kobleder (born ngày 3 tháng 3 năm 1990) là một cầu thủ bóng đá người Áo hiện tại thi đấu cho SC Austria Lustenau ở vị trí hậu vệ.